# Jakub Fadrique
Jakub Fadrique (zm. 1369) – hrabia Salony w latach ok. 1355–1365, namiestnik Księstwa Aten z ramienia księcia: Fryderyka III Sycylijskiego w latach 1356–1359. W latach 1362–1367 faktyczny władca Aten. Syn Alfonsa Fadrique.

## Życiorys
Jakub Fadrique został mianowany namiestnikiem Aten przez księcia Fryderyka III Sycylijskiego w 1356 roku. Stosunki pomiędzy księciem a namiestnikiem nie układały się jednak zbyt dobrze i w 1359 roku Jakub został odwołany. Nowy namiestnik Piotr z Pou – człowiek ambitny i apodyktyczny niemal natychmiast skłócił się z Jakubem. Jego kolejne posunięcia wywołały niezadowolenie możnych katalońskich i doprowadziły do buntu, na którego czele stanął Roger z Lluria. W 1362 roku w Tebach zamordowano Piotra z Pou i jego zwolenników. Władza nad Księstwem przeszła w ręce Jakuba Fadrique, aczkolwiek do wielkiego znaczenia doszedł też w owym czasie Jakub z Lluria, który aż do swej śmierci w 1369 roku wywierał znaczący wpływ na politykę państwa. W trakcie dramatycznych wydarzeń 1362 roku zagrabiono część majątków Wenecjan licznie tu mieszkających z uwagi na prowadzony od lat handel uzyskiwanym w tym rejonie jedwabiem. Doprowadziło to do wojny z Wenecją zakończonej w 1365 roku. Ostatecznie Fryderykowi III udało się odzyskać wpływy w Księstwie w 1367 roku.